# Z означає Захарія (фільм)
Z означає Захарія — науково-фантастичний драматичний фільм 2015 року режисера Крейга Зобеля, в якому головні ролі зіграли Марґо Роббі, Чиветел Еджіофор та Кріс Пайн. Написаний Ніссаром Моді, він заснований на однойменній книзі Роберта К. О'Браяна 1974 року, виданої посмертно, хоча сюжет дещо відрізняється. Сюжет фільму також нагадує сюжет фільму Гаррі Белафонте 1959 року «Світ, плоть і диявол». Фільм вийшов у прокат 28 серпня 2015 року в США та отримав загалом позитивні відгуки критиків, які в основному високо оцінювали результати Роббі. Касові збори становили 121 461 $.

## Сюжет
Уціліла від ядерного апокаліпсиса Ен Берден живе сільським життям на присадибній ділянці своєї сім'ї, захищена від радіоактивних забруднень скелястими схилами пагорбів, сприятливими погодними умовами та великим запасом води. Одного разу Енн стикається з колегою, що вижив — Джоном Лумісом, висококваліфікованим інженером, який за допомогою ліків та радіаційного костюма подорожував із далекого військового бункера до безпечних меж долини Бердена. Луміс купається у забрудненій воді й негайно занедужує, але Енн допомагає йому одужувати, приймаючи його у свій фермерський будинок.

## У Ролях
| Актор            | Роль       |
| ---------------- | ---------- |
| Марго Роббі      | Енн Барден |
| Чиветел Еджіофор | Джон Луміс |
| Кріс Пайн        | Калеб      |